# Miguel Mármol
Miguel Mármol (Ilopango, 4 luglio 1905 – San Salvador, 25 giugno 1993) è stato un sindacalista e rivoluzionario salvadoregno.

## Biografia

### Le origini
Figlio di Eugenio Chicas e Santos Mármol, Miguel nacque a Ilopango, un sobborgo di San Salvador, il 4 luglio 1905. Crebbe in estrema povertà e lasciò la scuola all'età di 11 anni per lavorare come pescatore. 
Nel 1918, all'età di 13 anni, si arruolò nella Guardia Nazionale, ma dopo aver assistito alle brutalità messe in atto dai militari contro i civili abbandonò l'esercito.

### Attivista sindacale
Nel periodo successivo trovò un impiego come apprendista calzolaio, prima in piccole botteghe di Ilopango e in seguito in un grosso stabilimento di San Salvador. In questo periodo ebbe inizio la sua formazione politica; nel 1921 Mármol divenne attivo nel Partito Costituzionale nella città di San Martín, dove aprì anche un proprio laboratorio di calzoleria.
Rientrato in seguito a San Salvador, Mármol si accostò negli anni '20 al movimento dei lavoratori, frequentando le scuole popolari organizzate dai comunisti locali. Fu attivo nella diffusione del giornale della Federazione Regionale dei Lavoratori Salvadoregni e contribuì all'organizzazione della Società degli Operai, dei Contadini e dei Pescatori di Ilopango, che diede vita a un movimento cooperativo tra i lavoratori della zona. Partecipò all'organizzazione dei primi scioperi contro i proprietari terrieri e gli imprenditori locali, attirando su di sé l'attenzione delle forze repressive.

### Fondatore del Partito Comunista Salvadoregno
Insieme ad altri membri della Federazione Regionale, nel 1930 Mármol fondò il Partito Comunista Salvadoregno e fu eletto segretario della Lega dei Giovani Comunisti. Nello stesso anno si recò a Mosca al Congresso Mondiale dei sindacati come delegato ufficiale della Federazione. Durante il viaggio di ritorno fu arrestato a Cuba con l'accusa di spionaggio, quindi riuscì a sottrarsi al carcere e a rientrare in Salvador attraverso il Guatemala. Presto la sua attività politica lo costrinse a entrare in clandestinità.
Nel gennaio del 1932, durante la sanguinosa repressione di una rivolta contadina, fu arrestato insieme agli altri principali dirigenti del Partito Comunista e condannato a morte, riuscendo fortunosamente a sopravvivere alla fucilazione in quanto creduto morto. 
Nel 1933 rientrò a San Salvador dove, sempre in clandestinità, contribuì a riorganizzare il Partito Comunista, lavorando nel contempo in una fabbrica di scarpe e sfuggendo costantemente alla polizia. Arrestato mentre si preparava a riparare in Honduras, fu rilasciato solo nel 1936 dopo uno sciopero della fame.

### L'attività politica negli anni '40-'70
Ripresa l'attività politica clandestina, nell'ottobre 1944 fu costretto ad abbandonare la capitale dopo l'ennesimo colpo di Stato e a trasferirsi nel Guatemala, dove partecipò come delegato al congresso di fondazione della Federazione Generale dei Lavoratori del Guatemala e si dedicò all'attività sindacale, alla formazione politica e al giornalismo. Fu tra i fondatori del Partito dei Lavoratori del Guatemala.
Negli anni seguenti Mármol si recò in Messico e a Cuba, mantenendo contatti con il movimento in Guatemala e in Salvador. Nel 1954 fu inserito nella lista dei condannati a morte dal regime golpista guatemalteco e rientrò nuovamente nel Salvador, dove proseguì l'attività politica nel rinato Partito Comunista locale. Alla fine degli anni '50 si recò nella Repubblica Popolare Cinese per seguire un corso di formazione politica e sindacale. 
Negli anni '60 fu segretario generale della Commissione Nazionale Contadina, attiva nell'organizzazione sindacale nelle campagne. Nel 1963 fu nuovamente arrestato, torturato e detenuto illegalmente dalla Guardia Nazionale. Scarcerato su pressione del movimento sindacale salvadoregno, fu esiliato in Messico dove chiese asilo politico. In seguito, tuttavia, rientrò clandestinamente in Salvador.
Nel 1966 Mármol si recò a Mosca per partecipare al Congresso del Partito Comunista dell'Unione Sovietica. Nello stesso anno partecipò al Congresso del Partito Comunista Ceco a Praga, in occasione del quale incontrò il poeta salvadoregno Roque Dalton. Questi lo intervistò per diverse settimane e la trascrizione dei colloqui divenne nel 1972 il libro Miguel Mármol, considerato un classico della letteratura autobiografica latinoamericana.
Rientrato in patria, Mármol fu nuovamente arrestato nel 1968 e nel 1970 dovette entrare nuovamente in clandestinità. Tra il 1974 e il 1976 si recò nell'Unione Sovietica, per poi rientrare nel Salvador come docente presso l'Università Nazionale. Nel 1980, malgrado i suoi 76 anni, decise di entrare a far parte del Fronte Farabundo Martí per la Liberazione Nazionale (FMLN), impegnato nella lotta guerrigliera, ma il Partito Comunista gli ordinò di lasciare il paese per la sua sicurezza. Poco prima di essere nuovamente arrestato, Mármol partì quindi per Cuba.

### L'esilio e il rientro in Salvador
Negli anni '80 si recò in Europa, Messico e Nicaragua. Nel 1988 fu negli Stati Uniti e partecipò a incontri con studenti universitari e attivisti, promuovendo l'edizione inglese della sua autobiografia.
Mármol rientrò nel Salvador solo nel 1992, al termine della guerra civile. Fu tra i firmatari del documento che trasformò il FMLN in partito politico legale. Morì di polmonite il 25 giugno 1993 all'età di 88 anni.

## Fonti
- Contemporary Hispanic Biography. Vol. 4. Gale, 2003. Reproduced in Biography Resource Center. Farmington Hills, Mich.: Gale. 2007.http://www.gale.cengage.com/free_resources/chh/bio/marmol_m.htm

| Controllo di autorità | VIAF (EN) 5055372 · ISNI (EN) 0000 0000 8352 4918 · LCCN (EN) n84027371 · GND (DE) 119446375 · BNF (FR) cb12708040t (data) · J9U (EN, HE) 987007436558405171 |